# Чемпіонат України з футболу серед аматорів
Чемпіонат України з футболу серед аматорів — футбольна аматорська ліга в Україні. Переможці здобувають можливість отримати статус професіонального клубу і брати участь у змаганнях другої ліги.

## Чемпіонат України
| Сезон                                                      | Зона                                                           | Чемпіон | 2-е місце | 3-є місце | Найкращий бомбардир |
| ---------------------------------------------------------- | -------------------------------------------------------------- | --- | --- | --- | --- |
| Чемпіонат України серед колективів фізкультури             |                                                                | | | | |
| 1992                                                       | Чемпіонат не проводився через перехід на формулу «осінь-весна» | Чемпіонат не проводився через перехід на формулу «осінь-весна»                                                                                | Чемпіонат не проводився через перехід на формулу «осінь-весна»                                                                                | Чемпіонат не проводився через перехід на формулу «осінь-весна»                                                                                | Чемпіонат не проводився через перехід на формулу «осінь-весна»                                                                                |
| 1992-93                                                    | 1                                                              | «Бескид» (Надвірна) | «Хімік» (Калуш) | «Лада» (Чернівці) | Сергій Акименко — 23 «Шахтар» (Сніжне) |
| 1992-93                                                    | 2                                                              | «Хутровик» (Тисмениця) | «Адвіс» (Хмельницький) | «Локомотив» (Рівне) | Сергій Акименко — 23 «Шахтар» (Сніжне) |
| 1992-93                                                    | 3                                                              | «Гарт» (Бородянка) | «Керамік» (Баранівка) | «Динамо-3» (Київ) | Сергій Акименко — 23 «Шахтар» (Сніжне) |
| 1992-93                                                    | 4                                                              | «Сіріус» (Жовті Води) | «Авангард» (Ровеньки) | «Вагонобудівник» (Кременчук) | Сергій Акименко — 23 «Шахтар» (Сніжне) |
| 1992-93                                                    | 5                                                              | «Оскіл» (Куп'янськ) | «Шахтар» (Свердловськ) | «Шахтар» (Сніжне) | Сергій Акименко — 23 «Шахтар» (Сніжне) |
| 1992-93                                                    | 6                                                              | «Сурож» (Судак) | «Таврія» (Новотроїцьке) | «Благо» (Благоєве) | Сергій Акименко — 23 «Шахтар» (Сніжне) |
| Аматорська ліга України                                    |                                                                | | | | |
| 1993-94                                                    | 1                                                              | ЛАЗ (Львів) | «Лада» (Чернівці) | «Покуття» (Коломия) | Олександр Довгалець — 27 «Адвіс» (Хмельницький)                                                                                               |
| 1993-94                                                    | 2                                                              | «Адвіс» (Хмельницький) | «Керамік» (Баранівка) | «Оболонь-Зміна» (Київ) | Олександр Довгалець — 27 «Адвіс» (Хмельницький)                                                                                               |
| 1993-94                                                    | 3                                                              | «Трансімпекс» (Вишневе) | «Сула» (Лубни) | «Агросервіс» (Бахмач) | Олександр Довгалець — 27 «Адвіс» (Хмельницький)                                                                                               |
| 1993-94                                                    | 4                                                              | «Авангард» (Ровеньки) | «Вагонобудівник» (Кременчук) | «Кристал» (Торез) | Олександр Довгалець — 27 «Адвіс» (Хмельницький)                                                                                               |
| 1993-94                                                    | 5                                                              | «Металург» (Новомосковськ) | «Шахтар» (Горлівка) | «Шахтар» (Свердловськ) | Олександр Довгалець — 27 «Адвіс» (Хмельницький)                                                                                               |
| 1993-94                                                    | 6                                                              | «Таврія» (Новотроїцьке) | «Дністровець» (Білгород-Дністровський) | «Благо» (Благоєве) | Олександр Довгалець — 27 «Адвіс» (Хмельницький)                                                                                               |
| 1994-95                                                    | 1                                                              | «Хімік» (Калуш) | «Ялинка» (Великий Бичків) | «Покуття» (Коломия) | Василь Ломака — 30 «Шахтар» (Свердловськ) |
| 1994-95                                                    | 2                                                              | «Гарай» (Жовква) | «Зоря» (Хоростків) | «Пробій» (Городенка) | Василь Ломака — 30 «Шахтар» (Свердловськ) |
| 1994-95                                                    | 3                                                              | «Оболонь-Зміна» (Київ) | «Динамо-3» (Київ) | «Агросервіс» (Бахмач) | Василь Ломака — 30 «Шахтар» (Свердловськ) |
| 1994-95                                                    | 4                                                              | «Спортінвест» (Кривий Ріг) | «Авангард» (Мерефа) | «Сілур» (Харцизьк) | Василь Ломака — 30 «Шахтар» (Свердловськ) |
| 1994-95                                                    | 5                                                              | «Динамо» (Слов'янськ) | «Шахтар» (Свердловськ) | «Металург» (Куп'янськ) | Василь Ломака — 30 «Шахтар» (Свердловськ) |
| 1994-95                                                    | 6                                                              | «Портовик» (Іллічівськ) | «Олімпія ФК АЕС» (Южноукраїнськ) | «Меркурій» (Первомайськ) | Василь Ломака — 30 «Шахтар» (Свердловськ) |
| 1995-96                                                    | 1                                                              | «Покуття» (Коломия) | «Меблевик» (Чернівці) | «Карпати» (Рахів) | Андрій Чачкін — 7 «Зоря» (Хоростків) |
| 1995-96                                                    | 2                                                              | «Зоря» (Хоростків) | ЕНКО (Луцьк) | «Сокіл» (Радивилів) | Андрій Чачкін — 7 «Зоря» (Хоростків) |
| 1995-96                                                    | 3                                                              | «Папірник» (Малин) | «Локомотив» (Сміла) | «Будівельник» (Бровари) | Андрій Чачкін — 7 «Зоря» (Хоростків) |
| 1995-96                                                    | 4                                                              | «Факел» (Варва) | «Електрон» (Ромни) | «Авангард» (Мерефа) | Андрій Чачкін — 7 «Зоря» (Хоростків) |
| 1995-96                                                    | 5                                                              | «Авангард» (Краматорськ) | «Шахтар» (Ровеньки) | «Будівельник» (Кривий Ріг) | Андрій Чачкін — 7 «Зоря» (Хоростків) |
| 1995-96                                                    | 6                                                              | «Портовик» (Керч) | «Колос» (Осокорівка) | «Благо» (Благоєве) | Андрій Чачкін — 7 «Зоря» (Хоростків) |
| 1996-97                                                    | 1996-97                                                        | «Електрон» (Ромни) | «Цементник-Хорда» (Миколаїв) | «Нафтовик» (Долина) | Геннадій Стріляний — 7 «Локомотив» (Знам'янка) / «Електрон» (Ромни)                                                                           |
| Чемпіонат України з футболу серед аматорів під егідою ААФУ |                                                                | | | | |
| 1997-98                                                    | 1997-98                                                        | «Енергетик» (Бурштин) | «Даліс» (Комишуваха) | «Кристал» (Пархомівка) | Василь Костюк — 9 «Енергетик» (Бурштин) |
| 1998-99                                                    | 1998-99                                                        | «Динамо» (Львів) | «Кристал» (Пархомівка) | ГПЗ (Варва) | Валерій Корнєв — 11 ГПЗ (Варва) |
| 1999                                                       | 1999                                                           | «Дністер» (Овідіополь) | «Техно-Центр» (Рогатин) | «Кристал» (Пархомівка) | Володимир Кресс — 10 «Дністер» (Овідіополь)                                                                                                   |
| 2000                                                       | 2000                                                           | ГПЗ (Варва) | ФК «Ніжин» | «Ковель-Волинь» (Ковель) | Гоча Гогохія — 14 ФК «Ніжин» |
| 2001                                                       | 2001                                                           | «Шахтар» (Луганськ) | «Моноліт» (Костянтинівка) | «Угольок» (Димитров) | Костянтин Пінчук — 20 «Шахтар» (Луганськ) |
| 2002                                                       | 2002                                                           | КЗЕЗО (Каховка) | «Факел» (Варва) | «Водник» (Миколаїв) | Олексій Ананічев — 13 КЗЕЗО (Каховка) |
| 2003                                                       | 2003                                                           | «Молнія» (Сєвєродонецьк) | КЗЕЗО (Каховка) | «Гірник» (Кривий Ріг) | Олексій Ананічев — 11 КЗЕЗО (Каховка) |
| 2004                                                       | 2004                                                           | КЗЕЗО (Каховка) | «Словхліб» (Слов'янськ) | «Єдність» (Плиски) | Володимир Лебідь — 16 КЗЕЗО (Каховка) |
| 2005                                                       | 2005                                                           | «Іван» (Одеса) | «Фенікс-Іллічовець» (Калініне) | ОДЕК (Оржів) | Олексій Антюхін — 8 «Фенікс-Іллічовець» |
| 2006                                                       | 2006                                                           | «Шахтар» (Свердловськ) | «Грань» (Бузова) | «Ходак» (Черкаси) | Ігор Яценків — 8 «Сокіл» (Суховоля) |
| 2007                                                       | 2007                                                           | «Бастіон» (Іллічівськ) | «Єдність-2» (Плиски) | ФК «Лужани» | Іраклі Бурджанадзе — 9 «Бастіон» (Іллічівськ)                                                                                                 |
| 2008                                                       | 2008                                                           | ФК «Лужани» | «Торпедо» (Миколаїв) | «Локомотив» (Куп'янськ) / «Єдність-2» (Плиски)                                                                                                | Євгеній Рябчук «Зірка» (Київ), Володимир Барановський «Сокіл» (Золочів) — по 8.                                                               |
| 2009                                                       | 2009                                                           | «Єдність-2» (Плиски) | «Торпедо» (Миколаїв) | «Ірпінь» (Гореничі) / «Словхліб» (Слов'янськ)                                                                                                 | Сергій Жигалов — 7 «Мир» (Горностаївка) |
| 2010                                                       | 2010                                                           | «Мир» (Горностаївка) | «Звягель-750» (Новоград-Волинський) | ОДЕК (Оржів) / «Єдність-2» (Плиски) | Юрій Перін — 14 «Звягель-750» (Новоград-Волинський)                                                                                           |
| 2011                                                       | 2011                                                           | «Нове життя» (Андріївка) | ФК «Путрівка» | ФК «Самбір» / «Торпедо» (Миколаїв) | Сергій Жигалов — 7 «Мир» (Горностаївка) |
| 2012                                                       | 2012                                                           | «Карпати» (Коломия) | «Локомотив» (Куп'янськ) | «Совіньйон» (Таїрове) / «Гвардієць» (Гвардійське)                                                                                             | Дмитро Холодков «Локомотив» (Куп'янськ) |
| 2013                                                       | 2013                                                           | ОДЕК (Оржів) | «Рух» (Винники) | «Локомотив» (Куп'янськ) / «Зоря» (Білозір'я)                                                                                                  | |
| 2014                                                       | 2014                                                           | «Рух» (Винники) | АФ «П'ятихатська» (Володимирівка) | ОДЕК (Оржів) / «Колос» (Ковалівка) | |
| 2015                                                       | 2015                                                           | «Балкани» (Зоря) | «Рух» (Винники) | «Колос» (Зачепилівка) / «Єдність» (Плиски) | Олександр Бондаренко — 11 «Колос» (Ковалівка)                                                                                                 |
| 2016                                                       | 2016                                                           | «Балкани» (Зоря) | «Агробізнес» (Волочиськ) | ОДЕК (Оржів) / ФК «Врадіївка» | |
| 2016-17                                                    | 2016-17                                                        | «Агробізнес» (Волочиськ) | «Металіст 1925» (Харків) | «Чайка» (Петропавлівська Борщагівка) / «Таврія-Скіф» (Роздол)                                                                                 | Микола Темнюк — 18 «Агробізнес» (Волочиськ)                                                                                                   |
| 2017-18                                                    | 2017-18                                                        | «Вікторія» (Миколаївка) | «Таврія-Скіф» (Роздол) | ОДЕК (Оржів) / «Рочин» (Соснівка) | Роберт Гегедош — 14 ФК «Минай» |
| 2018-19                                                    | 2018-19                                                        | «ВПК-Агро» (Шевченківка) | «Вікторія» (Миколаївка) | ФК «Малинськ» / «ЛНЗ-Лебедин» (Лебедин) | Михайло Коломоєць — 21 «ВПК-Агро» (Шевченківка)                                                                                               |
| 2019-20                                                    | 2019-20                                                        | «Вікторія» (Миколаївка) | «Епіцентр» (Дунаївці) | ОДЕК (Оржів) / «ЛНЗ-Лебедин» (Лебедин) | Костянтин Без'язичний — 15 «Вікторія» (Миколаївка)                                                                                            |
| 2020-21                                                    | 2020-21                                                        | «ЛНЗ-Лебедин» (Лебедин) | «Вікторія» (Миколаївка) | ФК «Вовчанськ» / «Мотор» (Запоріжжя) | Вадим Шаврін — 22 ФК «Суми» |
| 2021-22                                                    | 2021-22                                                        | Через повномасштабне російське вторгнення в Україну сезон завершено достроково без визначення призерів (Турнір зупинився на груповій стадії). | Через повномасштабне російське вторгнення в Україну сезон завершено достроково без визначення призерів (Турнір зупинився на груповій стадії). | Через повномасштабне російське вторгнення в Україну сезон завершено достроково без визначення призерів (Турнір зупинився на груповій стадії). | Через повномасштабне російське вторгнення в Україну сезон завершено достроково без визначення призерів (Турнір зупинився на груповій стадії). |
| 2022-23                                                    | 2022-23                                                        | «Дружба» (Мирівка) | «Штурм» (Іванків) | «Олімпія» (Савинці) / «Скала 1911» (Стрий) | Юрій Черепущак — 8 «Скала 1911» (Стрий) |
| 2023-24                                                    | 2023-24                                                        | «Агротех» (Тишківка) | «Пробій» (Городенка) | «Олімпія» (Савинці) / «Подоляни» (Тернопіль)                                                                                                  | Тарас Гром'як — 15 «Агрон» (Великі Гаї) |
| 2024-25                                                    | 2024-25                                                        | «Дністер» (Заліщики) | «Атлет» (Київ) | «Агротех» (Тишківка) / «Ребел» (Київ) | |

## Кількість учасників
Кількість команд по регіонам на початок сезону:
| Сезон             | 92/93 | 93/94 | 94/95 | 95/96 | 96/97 | 97/98 | 98/99 | 1999 | 2000 | 2001 | 2002 | 2003 | 2004 | 2005 | 2006 | 2007 | 2008 | 2009 | 2010 | 2011 | 2012 | 2013 | 2014 | 2015 | 2016 | 16/17 | 17/18 | 18/19 | 19/20 | 20/21 | 21/22 | 22/23 | 23/24 | 24/25 |
| ----------------- | ----- | ----- | ----- | ----- | ----- | ----- | ----- | ---- | ---- | ---- | ---- | ---- | ---- | ---- | ---- | ---- | ---- | ---- | ---- | ---- | ---- | ---- | ---- | ---- | ---- | ----- | ----- | ----- | ----- | ----- | ----- | ----- | ----- | ----- |
| Регіони\Команди   | 82    | 87    | 91    | 26    | 33    | 30    | 35    | 24   | 34   | 35   | 28   | 31   | 25   | 16   | 20   | 24   | 25   | 18   | 14   | 24   | 18   | 23   | 21   | 16   | 24   | 24    | 26    | 35    | 33    | 32    | 29    | 15    | 20    | 20    |
| Крим/Севастополь  | 1     | 2     | 2     | 1     | 1     | 1     | 2     |      | 1    | 1    |      | 1    | 1    | 2    |      |      | 1    |      |      |      | 4    | 2    |      |      |      |       |       |       |       |       |       |       |       |       |
| Вінницька         | 3     | 1     | 2     | 1     |       |       | 1     | 1    | 1    | 1    |      | 1    | 1    |      | 1    | 2    | 1    | 1    |      |      |      | 1    | 1    | 1    | 2    |       | 1     | 1     | 1     |       |       |       |       |       |
| Волинська         | 3     | 2     | 3     | 1     | 1     | 1     | 2     |      | 1    | 2    |      | 1    |      |      |      |      | 1    |      |      |      |      |      |      |      | 1    | 2     |       |       | 3     |       |       |       |       |       |
| Дніпропетровська  | 4     | 7     | 9     | 1     | 3     |       |       |      | 1    | 3    | 1    | 1    | 1    |      | 1    |      | 1    |      | 1    |      |      |      | 1    | 1    | 1    |       | 1     | 5     | 3     |       |       |       |       |       |
| Донецька          | 8     | 12    | 15    | 1     | 4     | 5     | 3     | 1    | 4    | 4    | 5    | 1    | 3    | 1    | 1    | 1    |      | 1    |      | 2    |      | 1    | 1    |      |      |       | 1     | 1     | 1     |       |       |       |       |       |
| Житомирська       | 3     | 2     |       | 1     | 2     | 1     | 1     | 1    | 1    | 2    | 1    |      | 1    |      | 2    | 1    | 2    |      | 2    | 4    | 1    | 1    | 1    | 1    | 1    | 1     |       |       |       |       |       |       |       |       |
| Закарпатська      | 2     | 3     | 3     | 1     | 1     | 1     |       |      |      |      |      |      |      |      |      |      |      |      |      |      |      |      |      |      |      |       | 1     | 1     |       |       |       |       |       |       |
| Запорізька        | 2     | 2     | 1     | 1     | 2     | 1     |       |      | 1    | 1    | 1    | 1    | 1    | 2    |      |      | 1    |      |      |      |      |      |      | 1    | 2    | 1     | 2     | 1     | 1     |       |       |       |       |       |
| Івано-Франківська | 5     | 5     | 7     | 1     | 1     | 1     | 2     | 1    | 1    |      |      | 1    | 1    |      | 1    | 1    | 1    | 1    |      |      | 1    |      |      |      | 1    | 1     | 2     | 2     | 2     |       |       |       |       |       |
| Київська/Київ     | 4     | 7     | 6     | 2     | 3     | 3     | 5     | 4    | 4    | 1    | 1    | 2    |      | 1    | 1    | 2    | 2    | 3    |      | 2    | 1    | 2    | 1    | 1    | 1    | 1     | 2     | 4     | 3     |       |       |       |       |       |
| Кіровоградська    | 3     | 1     | 2     | 1     | 2     | 1     | 3     |      | 2    | 2    | 1    | 1    |      |      |      | 2    | 1    | 1    | 2    | 2    | 1    | 1    | 3    | 1    | 1    | 1     | 1     | 1     | 2     |       |       |       |       |       |
| Львівська         | 3     | 4     | 6     | 1     | 3     | 1     | 1     |      | 1    | 1    |      | 1    | 1    |      | 1    | 1    | 1    | 1    |      | 1    |      | 1    | 1    | 2    | 1    | 2     | 1     | 1     |       |       |       |       |       |       |
| Луганська         | 5     | 4     | 3     | 1     | 1     | 1     | 1     | 1    | 2    | 2    | 2    | 2    |      |      | 1    |      |      |      |      | 2    |      |      |      |      |      |       |       |       |       |       |       |       |       |       |
| Миколаївська      | 4     | 3     | 3     | 1     | 1     | 1     | 1     | 2    | 1    | 1    | 2    | 2    |      | 1    |      |      | 1    | 1    | 1    | 1    | 1    | 2    | 2    |      | 2    | 2     | 1     | 1     | 1     |       |       |       |       |       |
| Одеська           | 5     | 6     | 7     | 1     |       |       | 1     | 1    | 1    | 2    |      | 2    | 2    | 1    | 3    | 3    | 1    | 1    |      | 2    | 3    | 1    | 1    | 2    | 2    |       |       |       |       |       |       |       |       |       |
| Полтавська        | 3     | 4     | 2     | 1     |       |       | 1     | 1    | 2    |      | 2    |      | 1    |      | 1    | 1    |      |      |      | 1    | 1    | 1    |      |      |      |       |       |       | 1     |       |       |       |       |       |
| Рівненська        | 1     | 1     | 1     | 1     | 1     | 2     | 2     | 2    | 2    | 2    | 2    | 2    | 3    | 2    | 1    | 2    | 2    | 1    | 1    | 1    | 1    | 1    | 2    | 1    | 2    | 2     | 2     | 3     | 2     |       |       |       |       |       |
| Сумська           | 4     | 4     | 4     | 1     | 3     | 1     | 2     | 1    | 1    | 1    | 2    | 1    |      |      | 1    |      |      |      |      | 1    |      | 1    |      |      |      | 1     | 2     | 2     | 2     |       |       |       |       |       |
| Тернопільська     | 3     | 2     | 1     | 1     | 1     | 2     |       | 1    | 1    | 1    | 1    |      | 1    | 1    |      | 1    | 1    |      | 2    |      | 1    |      |      |      | 1    | 3     | 2     | 3     | 2     |       |       |       |       |       |
| Харківська        | 4     | 4     | 5     | 1     | 2     | 2     | 3     | 4    | 1    | 1    |      | 2    | 1    | 1    | 2    | 1    | 1    | 1    | 1    | 1    | 2    | 1    | 1    | 1    |      | 3     |       | 1     | 1     |       |       |       |       |       |
| Херсонська        | 3     | 4     | 3     | 1     |       |       |       |      | 1    |      | 1    | 2    | 2    | 1    |      | 1    | 1    | 1    | 2    | 2    |      | 1    | 1    | 2    | 2    |       | 3     | 4     | 2     |       |       |       |       |       |
| Хмельницька       | 3     | 3     | 2     | 1     |       | 1     | 1     | 1    | 1    | 1    |      |      | 1    |      | 1    | 2    | 1    | 2    | 1    | 1    |      | 1    | 1    |      | 2    | 1     | 1     | 1     | 1     |       |       |       |       |       |
| Черкаська         | 2     | 1     | 2     | 1     |       | 3     |       |      | 1    | 1    | 1    | 2    |      | 1    | 2    | 1    | 2    | 1    |      | 1    | 1    | 2    | 2    |      |      |       |       | 1     | 2     |       |       |       |       |       |
| Чернівецька       | 1     | 1     |       | 1     |       |       | 1     |      |      | 2    | 1    | 2    |      |      |      | 1    | 1    | 1    |      |      |      | 1    |      |      | 1    |       |       |       |       |       |       |       |       |       |
| Чернігівська      | 3     | 2     | 2     | 1     | 1     | 1     | 2     | 2    | 2    | 3    | 3    | 3    | 4    | 2    |      | 1    | 2    | 1    | 1    | 1    |      | 2    | 2    | 2    | 1    | 2     | 3     | 2     | 3     |       |       |       |       |       |

## Всі учасники національних змагань серед аматорів по регіонам
Жирним шрифтом позначені команди, які змагалися щонайменше упродовж 10 сезонів. У скобках позначено кількість сезонів і роки.
| Регіон                           | Команди |
| -------------------------------- | --- |
| Севастополь                      | Металіст Севастополь (1978 {1}), СКЧФ Севастополь (1988 – 1990 {3}), Чорноморець Севастополь (1996/97 {1}) |
| Крим                             | Металург Керч (1954–1959 {6}), Авангард Севастополь (1954–1959 {6}), Труд Сімферополь (1954 {1}), Буревісник Сімферополь (1955–1957 {3}), СКЧФ Севастополь (1956 {1}), Авангард Сімферополь (1959, 1969 – 1973, 1975 {7}), Колгоспник Україна Ярке Поле (1964 {1}), Металіст Севастополь (1965, 1966, 1970, 1971 {4}), Авангард Керч (1966 {1}), Молот Евпаторія (1968 {1}), Коктебель Щебетівка (1970 {1}), Чорноморець Севастополь (1972, 1973 {2}), Атлантика Севастополь (1974 {1}), Титан Армянськ (1974 – 1982, 1985 – 1991 {16}), Будівельник Ялта (1976, 1979, 1980, 1982 {4}), Авангард Джанкой (1977, 1978, 1981, 1984, 1988 {5}), Океан Керч (1977, 1978 {2}), Метеор Сімферополь (1979 – 1981 {3}), Чорноморець Ялта (1981 {1}), Виноградар Алушта (1983 {1}), Море Феодосія (1989 – 1991, 1993/94 {4}), Дунамо Саки (1990, 1991, 1997/98 {3}), Сурож Судак (1991, 1992/93, 1994/95 {3}), Сиваш Ішунь (1991 {1}), Чайка Охотникове (1993/94, 1994/95 {2}), Портовик Керч (1995/96 {1}), СВХ-Даніка Сімферополь (1998/99, 2000, 2001 {3}), Гірник Балаклава (1998/99 {1}), Кримтеплиця Молодіжне (2003 {1}), Хімік Красноперекопськ (2004 {1}), Фенікс-Іллічовець Калініне (2005 {1}), Ялос Ялта (2005 {1}), Чорноморнафтогаз Сімферополь (2008 {1}), Гвардієць Гвардійське (2012, 2013 {2}), ITV Сімферополь (2012, 2013 {2}), Жемчужина Ялта (2012 {1}), Форос Ялта (2012 {1}), Таврія Сімферополь (2016/17 {1}) |
| Черкаська                        | Торпедо Черкаси (1954 {1}), Буревісник Черкаси (1955, 1956 {2}), Дніпро/Колгоспник Черкаси (1957, 1976, 1985, 1986, 2003, 2019/20 {6}), Спартак Черкаси (1958 {1}), Шахтар Ватутіне (1958, 1959, 1964, 1969 {4}), Авангард Умань (1959, 1970 {2}), Локомотив Сміла (1965 – 1968, 1971, 1972, 1975 – 1980, 1995/96 {13}), Фотоприлад Черкаси (1972, 1975, 1977 {3}), Гранит Черкаси (1973 {1}), Зоря Умань (1976, 1997/98 {2}), Темп Черкаси (1980, 1987, 1988 {3}), Цукровик Городище (1981 {1}), Машинобудівник Сміла (1981 {1}), Прапор Чигирин (1982 {1}), Хімік Черкаси (1983 {1}), Тясмин Сміла (1984, 1985, 1989, 1990 {4}), Колос/Дніпро Геронимівка (1986, 1987* {2}), Авангард Сміла (1988 {1}), Колос Чорнобай (1988, 2000, 2002 {3}), Ротор Черкаси (1989 – 1992/93 {4}), Ятрань Умань (1990, 1993/94, 1994/95 {3}), Нива-Нафтовик Корсунь-Шевченківський (1990, 1994/95 {2}), Спартак Золотоноша (1991, 1992/93 {2}), Зірка Сміла (1997/98 {1}), Рибка Черкаси (1997/98 {1}), ФК Драбів (2001 {1}), ДПА-ТЕЦ Черкаси (2003 {1}), Ілліцівець Умань (2005, 2006 {2}), Ходак Черкаси (2006 – 2009 {4}), Холодний Яр Кам'янка (2008 {1}), Славутич Черкаси (2011 {1}), Ретро Ватутіне (2012 – 2014 {3}), Зоря Білозір'я (2013, 2014 {2}), ЛНЗ Лебедин (2018/19 – 2020/21 {3}) |
| Чернігівська                     | Чернігів (1936, 1954–1956 {4}), Спартак Чернігів (1937–1940, 1949, 1951 {6}), Шостка (1937 {1}), Конотоп (1937, 1938 {2}) Динамо Чернігів (1946, 1948 {2}), Вимпел Чернігів (1947 {1}), Машинобудівник Прилукі (1949, 1952 {2}), Червона Зірка Чернігів (1952 {1}), Торпедо Прилукі (1953 {1}), Авангард Прилукі (1957, 1959, 1964, 1967, 1969, 1974 {6}), Авангард Чернігів (1958, 1959 {2}), Ніжин (1958 {1}), Будівельник Чернігів (1965 {1}), Машзавод Ніжин (1966 {1}), Хімік Чернігів (1968, 1970 – 1976 {8}), Промінь Чернігів (1976 – 1980 {5}), Прогрес Ніжин (1981, 1982 {2}), Текстильник Чернігів (1984, 1992/93 – 1994/95 {4}), Гідротехнік Чернігів (1989 {1}), Політехнік Чернігів (1990 {1}), Аверс Бахмач (1992/93 – 1994/95, 1996/97 {4}), Факел Варва (1992/93, 1995/96, 1998/99 – 2003 {8}), Домобудівник Чернігів (1997/98, 1998/99 {2}), ФК Ніжин (1999 – 2005 {7}), Европа Прилукі (2001 – 2005 {5}), Єдність/Єдність-2 Плиски (2004, 2007 – 2011, 2014 – 2017/18 {11}), Інтерагросистема Мена (2004 {1}), Десна-2 Чернігів (2008 {1}), Авангард Корюківка (2013 – 2015, 2016/17 – 2019/20 {7}), ФК Чернігів (2013, 2017/18, 2019/20 {3}), Агродім Бахмач (2018/19, 2019/20 {2}), ФК Кудрівка (2020/21, 2021/22 {2}) |
| Чернівецька                      | Спартак Чернівці (1946, 1947, 1949 {3}), Динамо Чернівці (1948, 1950–1955, 1958 {8}), Локомотив Чернівці (1949 {1}), Буревісник Чернівці (1956 {1}), Авангард Чернівці (1958, 1959 {2}), Машинобудівник Чернівці (1959 {1}), Колгоспник Кіцмань (1964 {1}), Схід Чернівці (1965, 1969, 1970, 1974, 1975 {5}), Мащзавод Чернівці (1966 {1}), Легмаш Чернівці (1971, 1982, 1985, 1986 {4}), ДОК Чернівці (1972, 1980 {2}), Автомобіліст Кіцмань (1973 {1}), ФК Лужани (1976, 1977, 2001 – 2003, 2007 – 2009 {8}), Буковина/Буковина-2 Чернівці (1977, 2001, 2013 {3}), Будівельник Сторожинець (1977 – 1980 {4}), Метеор Чернівці (1981 {1}), ГВЗ Чернівці (1983 {1}), Карпати Сторожинець (1984, 1987 {2}), Емальпосуд Чернівці (1988 {1}), Карпати Чернівці (1989 {1}), Лада Чернівці (1992/93, 1993/94 {2}), Меблевик Чернівці (1995/96 {1}), Дністер Новодністровськ (1998/99 {1}), ЧТЕІ Чернівці (2003 {1}), ФК Волока (2016 {1}), Довбуш Чернівці (2020/21, 2021/22 {2}) |
| Дніпропетровська                 | Дніпро/Металург Дніпропетровськ (1936, 1950, 1957, 2018/19 {4}), Запоріжжя (1936 {1}), Мелітополь (1936–1938 {3}), Дніпродзержинськ (1936 {1}), Кривий Ріг (1936 {1}), Орджонікідзе (1936–1938 {3}), Бердянськ (1937, 1938 {2}), Крила Рад Запоріжжя (1937–1938 {2}), Рот Фронт Кривий Ріг (1937 {1}), Шахтар/Стахановець Орджонікідзе (1939, 1940, 1991 {3}), Сталь/Металург Дніпродзержинськ (1937–1940, 1948–1952, 1958, 1977, 1978, 1989, 1992/93, 2001 {15}), Спартак Дніпропетровськ (1937–1940, 1946 {5}), Синельникове (1937 {1}), Локомотив Синельникове (1938, 1982 {2}), Сталь/Металург Кривий Ріг (1938, 1948, 1949, 1951, 1952, 1955, 1958, 1991 {8}), Локомотив Дніпропетровськ (1939, 1948–1950, 1996/97 {5}), Спартак Кривий Ріг (1939, 1948, 1950 {3}), Динамо Дніпропетровськ (1946–1949, 1951, 1952 {6}), Хімік Павлоград (1949 {1}), Металург Новомосковськ (1949, 1993/94 {2}), Металург Нікополь (1949, 1954–1959 {7}), Торпедо Дніпропетровськ (1950, 1951 {2}), Машинобудівник Дніпропетровськ (1952–1954, 1956, 1958, 1959 {6}), Хімік Дніпродзержинськ (1953–1956 {4}), Дніпропетровськ (1955 {1}), р/у імені Лібкнехта Кривий Ріг (1956 {1}), р/у імені Дзержинського Кривий Ріг (1956, 1957 {2}), Авангард Орджонікідзе (1957–1959, 1964, 1970 – 1972, 1986, 1987, 1990 {10}), Авангард Жовті Води (1958, 1959, 1990 – 1992/93 {5}), Шахтар Терни (1958 {1}), Авангард Дніпродзержинськ (1959 {1}), р/у імені Комінтерна Кривий Ріг (1959 {1}), Авангард Терни (1965, 1966 {2}), Авангард Вільногірськ (1967 – 1969, 1971, 1972, 1974, 1978 – 1980 {9}), ЗКЛ Дніпропетровськ (1970, 1977 – 1981 {6}), Авангард Кривий Ріг (1971 – 1973, 1979 – 1981 {6}), Вихр Дніпропетровськ (1971, 1975, 1976 {3}), Колос/Електрометалург Нікополь (1972, 1974, 1975, 2006, 2010 {5}), Прес Дніпропетровськ (1977 – 1980 {4}), Колос Павлоград (1977 – 1980 {4}), Автомобіліст Орджонікідзе (1982 {1}), Гірник Павлоград (1983 – 1985, 1988 – 1994/95 {10}), Колос Васильківка (1985 {1}), Прометей Дніпродзержинськ (1986, 1990, 1991, 1993/94, 1994/95 {5}), Інгулець Кривий Ріг (1987, 1988 {2}), Олімпія Покровське (1989, 1990 {2}), Будівельник Кривий Ріг (1992/93 – 1995/96 {4}), Шахтар Марганець (1993/94, 1994/95 {2}), Колос Чкалове (1993/94 {1}), Кривбас/Кривбас-2 Кривий Ріг (1993/94, 1994/95, 2020/21H, 2016 {4}), СпортІнвест Кривий Ріг (1994/95 {1}), Ера Нікополь (1994/95 {1}), Кривбас-Руда Кривий Ріг (1994/95, 1996/97 {2}), Дружба Магдалинівка (1994/95 {1}), Обрій Нікополь (1996/97 {1}), Гірник Кривий Ріг (2000 – 2004, 2017/18 {6}), Оріон Дніпропетровськ (2001 {1}), Дніпро-75 Дніпропетровськ (2008 {1}), ВПК-Агро Шевченківка (2014, 2015, 2018/19 {3}), Перемога Дніпро (2018/19, 2019/20 {2}), FC Кривий Ріг (2018/19 {1}), Скорук Томаківка (2018/19, 2020/21 {2}), Борисфен Дніпро (2019/20, 2020/21 {2}), Легіонер Дніпро (2019/20 – 2021/22 {3}), Олімп Kamianske (2021/22 {1})), Пенуел Кривий Ріг (2023/24 {1}) |
| Донецька                         | Авангард/Блюмінг Краматорськ (1936–1940, 1946–1952, 1956–1959, 1974 – 1976, 1979, 1984, 1985, 1992/93 – 1995/96, 2011 {27}), Чистякове (1936–1938 {3}), Артемівськ (1936, 1938 {2}), Макіївка (1936, 1938 {2}), Постишеве/Красноармійськ (1936, 1937 {2}), Горлівка (1936 {1}), Костянтинівка (1936 {1}), Старобільськ (1936–1938 {3}), Красний Луч (1936–1938 {3}), Ворошиловград (1936 {1}), Кадіївка (1936 {1}), Ворошиловськ (1936, 1937 {2}), з-д імені Сталіна Сталіно (1936 {1}), Зеніт Сталіно (1937–1939 {3}), Рубіжне (1937 {1}), Стахановець Серго (1937 {1}), Дзержинець Ворошиловград (1937, 1938 {2}), Авангард Горлівка (1937–1940, 1946 {5}), Сталь/Металург Макіївка (1937, 1948–1951 {5}), Слов'янськ (1937, 1938, 1948 {3}), Жданов/Маріуполь (1937, 1950 {2}), Дружківка (1937 {1}), Сталь Ворошиловськ (1938 {1}), з-д імені Леніна Лисичанськ/Верхній (1938 {1}), Стахановець Лисичанськ (1938 {1}), Стахановець Красноармійськ (1938 {1}), Сталь/Металург Костянтинівка (1938, 1939, 1940, 1946, 1948–1952 {9}), Авангард Дружківка (1938–1940, 1959 {4}), Сталь/Металург Жданов/Маріуполь (1946, 1948, 1949, 1951–1957 {10}), Стахановець/Шахтар Рутченкове (1946, 1948, 1950, 1951, 1959 {5}), Локомотив Ясинувата (1946, 1948, 1949 {3}), Шахтар Чистякове (1948, 1956–1959 {5}), Шахтар Смолянка (1948, 1949, 1958 {3}), Шахтар Горлівка (1948, 1949, 1958 {3}), Шахтар Єнакієве (1948, 1951, 1955 {3}), Сталь/Металург Єнакієве (1948, 1949, 1957 {3}), Сталь/Металург Горлівка (1948, 1954, 1955 {3}), Шахтар Дружківка (1948, 1949 {2}), Локомотив Дебальцеве (1948 {1}), Азовсталь Маріуполь (1948 {1}), Локомотив Артемівськ (1949–1957 {9}), Металург Сталіно (1950–1952, 1958 {4}), Хімік Горлівка (1950–1952, 1971 – 1973 {6}), Будівельник Жданов (1951 {1}), Металург Часів Яр (1952 {1}), Шахтар Сталіно (1954–1956 {3}), Шахтар Будьонівка (1957, 1958 {2}), Шахтар Макіївка (1957 {1}), Дзержинець Дзержинськ (1957, 1970 {2}), Авангард Жданов (1958, 1959 {2}), Авангард Єнакієве (1958, 1959 {2}), з-д імені Орджонікідзе Часів Яр (1958 {1}), Авангард Часів Яр (1959 {1}), Хімік Макіївка (1959 {1}), Машинобудівник Дружківка (1964, 1975, 1988, 1990 {4}), Автоскло Костянтинівка (1965, 1971 – 1973 {4}), Хімік Слов'янськ (1966, 1976, 1978 {3}), Шахтар Донецьк (1967, 1984 – 1986 {4}), ГУС Горлівка (1968 {1}), Шахтар Макіївка (1969 – 1971, 1984, 1986, 1987, 1989, 1991, 1994/95 {9}), Південьсталь Єнакієве (1970, 1985, 1987 – 1990, 1992/93 – 1994/95, 1996/97, 1998/99, 2002 {12}), Цветмет Artemivsk (1970 – 1974, 1986, 1988, 1991 {8}), Сіталл Костянтинівка (1970 {1}), Вуглик Краматорськ (1970 {1}), Вуглик Донецьк (1971, 1992/93, 1993/94 {3}), Шахтар Сніжне (1971, 1989 – 1994/95 {7}), Шахтар Торез (1972, 1996/97, 1997/98 {3}), Прометей Шахтарськ (1972, 1989 – 1991 {4}), Вуглик Красноармійськ (1973, 1991 {2}), Кіровець Макіївка (1973, 1976, 1977, 1979 – 1985, 1988, 1990, 1993/94 {13}), Вогнетривник Часів Яр (1974, 1975 {2}), Шахтар Горлівка (1974, 1989 – 1991, 1993/94, 1997/98 {6}), Локомотив Жданов (1974 {1}), Моноліт Донецьк (1974, 1975, 1977 – 1979 {5}), Металург Artemivsk (1976, 1977 {2}), Шахтобудівник Донецьк (1977 – 1982, 1989 {7}), Енергія Курахове (1980, 1981 {2}), Азовсталь Жданов (1980, 1982, 1987 {3}), Шахтар Дзержинськ (1980 – 1990 {11}), Шахтар Українськ (1981 {1}), Текстильник Донецьк (1981, 1983, 1987 {3}), Машинобудівник Артемівськ (1983 {1}), Ударник Сніжне (1986 {1}), Соцдонбасівець Донецьк (1988 – 1991 {4}), Антрацит Кіровське (1990, 1991 {2}), Новатор Маріуполь (1990, 1991 {2}), Кристал Торез (1991 – 1994/95 {4}), ФК Харцизьк (1991, 1994/95, 1996/97, 1997/98 {4}), Вуглик Димитрів (1992/93 – 1994/95, 2001 {4}), Азовмаш Маріуполь (1992/93, 1993/94 {2}), Гарант Донецьк (1992/93, 1993/94 {2}), Лідієвка Донецьк (1993/94, 1994/95 {2}), Холодна Балка Макіївка (1993/94 {1}), Шахтар Селидове (1994/95 {1}), Гірник Макіївка (1994/95 {1}), Динамо Слов'янськ (1994/95 {1}), АФК-УОР Маріуполь (1994/95 {1}), Атон Донецьк (1994/95 {1}), Металург Комсомольське (1994/95, 1996/97, 1998/99 – 2001, 2004 – 2006 {9}), Бутовська Макіївка (1994/95 {1}), Гірник Торез (1997/98 {1}), Шахта Україна Українськ (1997/98, 1998/99, 2000 {3}), Фортуна Шахтарськ (2000 {1}), Моноліт Костянтинівка (2000 – 2002 {3}), ВАВК Володимирівка (2001, 2002 {2}), Словхліб Слов'янськ (2002, 2004, 2009 {3}), Шахтар Родинське (2002 {1}), ФК Торез (2003 {1}), Олімпік Донецьк (2004 {1}), Донбас-Крим Донецьк (2007 {1}), Макіїввугілля Макіївка (2011 {1}), УСК-Рубін Донецьк (2013, 2014 {2}), Яруд Маріуполь (2017/18 – 2019/20 {3}) |
| Дрогобицька                      | Спартак Дрогобич (1946, 1948 {2}), Більшовик Самбір (1947–1949 {3}), Нафтовик Борислав (1948–1950, 1952 {4}), БО Стрий (1948 {1}), Нафтовик Стрий (1949 {1}), Динамо Дрогобич (1949 {1}), Нафтовик Дрогобич (1951, 1953–1956, 1958, 1959 {7}), Колгоспник Стрий (1951 {1}) |
| Івано-Франківська                | Спартак Станіслав (1946, 1949–1955 {8}), Динамо Станіслав (1947–1949 {3}), Медик Станіслав (1948 {1}), Станіслав (1951 {1}), Хімік Калуш (1956, 1958, 1959, 1964, 1965, 1967, 1968, 1970, 1976, 1977, 1979 – 1983, 1991 – 1994/95, 2017/18 {20}), Авангард Коломия (1958, 1959 {2}), Авангард Станіслав (1958 {1}), Харчовик Станіслав (1959 {1}), Нафтовик/Бистриця/Бескид Надвірна (1965, 1988, 1989, 1992/93, 1994/95, 1998/99 {6}), Нафтовик Долина (1966, 1978 – 1981, 1983 – 1991, 1994/95, 1996/97 {16}), Карпати Коломия (1969, 2012 {2}), Будівельник Калуш (1971, 1972 {2}), Прилад Івано-Франківськ (1972, 1973 {2}), Електрон Івано-Франківськ (1974 – 1978, 1980, 1981, 1985, 1986 {9}), Сільмаш/Покуття Коломия (1976, 1978, 1984, 1986 1990, 1992/93 – 1995/96, 2017/18 – 2019/20 {12}), імені Руднєва Івано-Франківськ (1977 {1}), Карпати Кути (1979 – 1981 {3}), Локомотив Івано-Франківськ (1982, 1983 {2}), Маяк Богородчани (1987 {1}), Колос Калуш (1987, 1988 {2}), Колос Голинь (1989 {1}), Галичина Калуш (1990 {1}), Енергетик Бурштин (1990, 1991, 1997/98 {3}), Галичина Брошнів (1991 – 1993/94 {3}), Хутровик Тисмениця (1992/93 {1}), Домобудівник Бурштин (1993/94, 1994/95 {2}), Лімниця Перегінське (1993/94, 1994/95 {2}), Пробій Городенка (1994/95, 2023/24 {2}), Техно-Центр Рогатин (1998/99 – 2000 {3}), Тепловик/Прикарпаття-Тепловик/ФА Прикарпаття Івано-Франківськ (2003, 2016, 2021/22, 2023/24 {4}), Карпати Яремче (2004, 2008 {2}), Цементник Ямниця (2006, 2007 {2}), Княгинин Підгайчики (2009 {1}), Оскар Підгір'я (2016/17 {1}), Карпати Галич (2018/19, 2019/20 {2}), Варатик Коломия (2020/21, 2022/23 {2}), Ураган Черніїв (2021/22 {1}) |
| Ізмаїльська                      | Спартак Ізмаїл (1946–1949 {4}), БО Ізмаїл (1949 {1}), Водник Ізмаїл (1951, 1952 {2}), Динамо Ізмаїл (1953 {1}) |
| Харківська                       | Куп'янськ (1936–1938 {3}), Суми (1936–1938 {3}), Сталінець/ХЕМЗ Харків (1936, 1937 {2}), Локомотив Харків (1938, 1939 {2}), Локомотив Лозова (1938, 1956, 1958, 1959 {4}), Зеніт Харків (1940 {1}), Дзержинець Харків (1946, 1951, 1952 {3}), Сільмаш Харків (1946 {1}), Здоров'я Харків (1946 {1}), Трактор Харків (1947, 1951 {2}), Торпедо Харків (1948, 1950, 1952–1959 {10}), Харчовик Куп'янськ (1948 {1}), Локомотив Ізюм (1948, 1949 {2}), Спартак Харків (1948, 1957, 1959, 1975 {4}), Динамо Харків (1948, 1957 {2}), Червоний Прапор Харків (1949 {1}), Локомотив Куп'янськ (1949, 1965, 1967, 2004 – 2013 {13}), Спартак Куп'янськ (1949 {1}), Дзержинський район Харків (1950 {1}), Кагановицький район Харків (1950 {1}), Іскра Харків (1951 {1}), Енергія Харків (1954–1956 {3}), Чугуїв (1957–1959 {3}), Донець Ізюм (1957, 1970 {2}), Авангард Харків (1958 {1}), Старт Чугуїв (1964, 1966 {2}), Юпітер Харків (1968 – 1971, 1979 – 1981, 1993/94, 1994/95 {9}), Локомотив Панютине (1972 {1}), Металург Куп'янськ (1973 – 1994/95 {22}), Машинобудівник Зміїв (1973 {1}), Локомотив Люботин (1974 {1}), Газовик Шебелинка (1975 {1}), Авангард Лозова (1976 – 1981, 1984 – 1994/95, 2023/24 {18}), Колос Золочів (1978, 1979 {2}), Авангард Дергачі (1979 – 1982, 1984 {5}), Старт Харків (1980, 1987 {2}), ШВСМ Харків (1983 {1}), Трудові резерви Харків (1985 {1}), Цементник Балаклія (1986, 1988 – 1990, 1992/93 {5}), Колос Красноград (1989 {1}), Колос Кірова Коломак (1990, 1991 {2}), Факел Красноград (1990, 1991 {2}), Оскіл Куп'янськ (1992/93 {1}), Авангард Мерефа (1993/94 – 1995/96 {3}), Власко Глибоке (1994/95 {1}), Кристал Пархомівка (1996/97 – 1999 {4}), Енергетик Комсомольське (1996/97 – 1998/99 {3}), ФК Харків (1998/99 {1}), Арсенал/Арсенал-2 Харків (1999, 2000, 2012 {2}), Металіст-3 Харків (1999 {1}), Соллі Плюс Харків (1999, 2014, 2016/17 {3}), Олімпік Харків (2001 {1}), Геліос Харків (2003 {1}), Газовик Харків (2003 {1}), Локомотив Дворічна (2006 {1}), Колос Зачепилівка (2015 {1}), Металіст 1925 Харків (2016/17 {1}), Квадро Первомайський (2016/17 {1}), Кобра Харків (2018/19 {1}), ФК Вовчанськ (2019/20, 2020/21 {2}) |
| Херсонська                       | Спартак Херсон (1946, 1950–1957, 1973 {10}), Динамо Херсон (1947 {1}), Авангард Херсон (1948, 1949, 1958, 1959 {4}), Торпедо Генічеськ (1949 {1}), Енергія Нова Каховка (1954, 1955, 1956, 1957, 1959, 1964 – 1966, 1971 – 1994/95, 2010 {33}), Кристал/Локомотив Херсон (1965, 1974, 2011, 2017/18 {4}), Будівельник Генічеськ (1969, 1970, 1975 – 1977 {5}), Текстильник Херсон (1971 {1}), Нафтовик Херсон (1977, 1979, 1980 {3}), Колос Скадовськ (1978 – 1981 {4}), Колос Осокорівка (1981, 1983 – 1993/94, 1995/96 {12}), Шляховик Херсон (1982, 1988 {2}), Меліоратор Каховка (1989 – 1991 {3}), Таврія Новотроїцьке (1990 – 1993/94, 2018/19, 2019/20 {6}), Славута Нововоронцовка (1993/94 {1}), Харчовик Білозерка (1994/95 {1}), Джарилгач Скадовськ (1994/95 {1}), Динамо Цюрупінськ (2000 {1}), СК Каховка (2002 – 2005, 2015, 2016, 2017/18 – 2021/22 {11}), Укррічфлот Херсон (2003, 2004 {2}), Сигма Херсон (2007 {1}), Мир Горностаївка (2008 – 2011, 2014, 2015 {6}), Колос Хлібодарівка (2013, 2016, 2018/19 {3}), Дружба Новомиколаївка (2017/18, 2018/19 {2}), Хлібороб Нижні Торгаї (2021/22 {1}) |
| Хмельницька Кам'янець-Подільська | Кам'янець-Подільськ (1938 {1}), Динамо Кам'янець-Подільський (1939, 1948, 1949, 2000 {4}), Динамо Хмельницький/Проскурів (1940, 1946–1949, 1951–1956, 1958, 1959 {13}), Локомотив Шепетівка (1948, 1949 {2}), Буревісник Кам'янець-Подільський (1957–1959, 1966, 1976, 1978, 1985 – 1989 {11}), Поділля Кам'янець-Подільський (1964, 1965, 1967, 1991 {4}), Авангард Хмельницький (1969 {1}), Енергія Хмельницький (1970 {1}), Случ Красилів (1971 – 1976, 1979, 1992/93, 1993/94 {9}), Електроприлад Кам'янець-Подільський (1972 {1}), Цементник Кам'янець-Подільський (1977, 1993/94 {2}), Металург Старокостянтинів (1979 {1}), Колос Кам'янець-Подільський (1980, 1982 {2}), Поділля Хмельницький (1981, 2007, 2014, 2016 {4}), Катіон Хмельницький (1983 {1}), Корчагінець Шепетівка (1984 {1}), Іскра Теофіполь (1989 – 1992/93, 2004, 2006 {6}), Смотрич Кам'янець-Подільський (1990 {1}), Темп Шепетівка (1990 {1}), Адвіс Хмельницький (1990 – 1993/94 {4}), Енергетик Нетішин (1994/95 {1}), Петрідава Кам'янець-Подільський (1994/95 {1}), Епіцентр Дунаївці (1995/96, 1997/98 – 1999, 2001, 2008 – 2010, 2019/20 {9}), Будфарфор Славута (2007 {1}), Збруч Волочиськ (2009, 2011, 2013 {3}), Агробізнес Волочиськ (2016, 2016/17 {2}), СК Хмельницький (2017/18, 2018/19 {2}), Колос Полонне (2022/23, 2023/24 {2}) |
| Київ                             | УБЧА/СКА/ЦСКА (1936, 1946, 1949–1951, 1988, 1989, 1995/96, 1999, 2000 {10}), Вимпел (1937 {1}), Динамо/Динамо-2/Динамо-3 (1938, 1939, 1948, 1950, 1951, 1956, 1992/93 – 1994/95, 1996/97 {10}), Локомотив (1946, 1947, 1953–1957, 1980, 1981, 2021/22, 2022/23 {11}), Спартак (1946, 1954, 1956 {3}), в/ч 25750 (1948 {1}), Трудові резерви (1948 {1}), Арсенал/Машинобудівник/Зеніт (1949, 1952, 1953, 1954, 1955–1958, 1972 – 1977, 1979, 1980 {16}), Червоний Прапор (1949 {1}), Більшовик (1952, 1973 – 1985, 1987 – 1990 {18}), Торпедо (1955–1959 {5}), Темп/Жовтневий район (1957–1959, 1965, 1968, 1969 {6}), ДРВЗ (1957–1959 {3}), Схід (1964, 1977 – 1980, 1982 – 1990 {14}), Хімік (1966 {1}), Автомобіліст (1971 {1}), Червоний Екскаватор (1978 {1}), Олімпієць (1981 {1}), Металіст (1986, 2005 {2}), Край (1992/93, 1993/94 {2}), Оболонь-Зміна/Оболонь-2 (1993/94, 1994/95, 1998/99, 2013 {4}), Олімпік (1993/94, 1994/95 {2}), Інтеркас (1997/98, 1998/99 {2}), Дніпро (1999 – 2003 {5}), Зірка (2008 {1}), КНТЕУ (2009 {1}), Рубікон (2017/18 – 2019/20 {3}), Атлет (2019/20 – 2023/24 {5}), Єдність (2020/21, 2021/22 {2}), Лівий Берег (2020/21 {1}), Академія Футболу (2020/21 {1}), ОК імені Піддубного (2021/22 {1}), UCSA (2021/22 {1}) |
| Київська                         | Житомир (1936, 1937 {2}), Бердичів (1936, 1937 {2}), Коростень (1936, 1937 {2}), Новоград-Волинський (1937 {1}), Умань (1937, 1938 {2}), Сміла (1938 {1}), Перша Черкаська (1947 {1}), Машинобудівник Сміла (1948, 1949 {2}), БО Черкаси (1948, 1949 {2}), Машинобудівник Фастів (1948, 1949 {2}), Труд Васильків (1948 {1}), в/ч Біла Церква (1948 {1}), Урожай Бориспіль (1949 {1}), Спартак Біла Церква (1952, 1954–1956, 1958, 1959, 1964 {7}), Торпедо Фастів (1953, 1957 {2}), Автотрактордеталь Біла Церква (1965 {1}), Локомотив Фастів (1966, 1982 {2}), Автомобіліст Біла Церква (1967, 1969, 1970 {3}), Авангард Біла Церква (1968 {1}), ФК Ірпінь (1971, 1972 {2}), Рефрижератор Фастів (1974 – 1981, 1987 – 1989, 1991, 1997/98 – 1999 {15}), Шинник Біла Церква (1976 {1}), Колос Бородянка (1977 {1}), Будівельник Бородянка (1978 {1}), Рубін Пісківка (1978 – 1980 {3}), Кристал Яготин (1979 – 1981 {3}), Машинобудівник/Гарт Бородянка (1981, 1983, 1984, 1986, 1988 – 1992/93 {9}), Будівельник Прип'ять/Славутич (1981 – 1985, 1987, 1988, 1994/95, 1998/99 {9}), Динамо Ірпінь (1983 {1}), Сільмаш Біла Церква (1985 {1}), Зоря Обухів (1987 {1}), Нива Миронівка (1989 – 1991, 1996/97 {4}), Агро-Блискавка Баришівка (1990, 1991, 1993/94 {3}), Факел Фастів (1990 {1}), Будівельник Іванків (1991, 1992/93 {2}), Промінь Біла Церква (1991 {1}), Будівельник Бровари (1993/94 – 1996/97 {4}), Трансімпекс Вишневе (1993/94 {1}), Катех Ірпінь (1994/95 {1}), УФЕІ Ірпінь (1997/98 – 2000 {4}), Діназ Вишгород (2000, 2011, 2018/19 {3}), KLO Буча (2003 {1}), Грань Бузова (2006 {1}), Антарес Обухів (2007 {1}), Арсенал Біла Церква (2007 {1}), Зеніт Боярка (2008, 2009 {2}), Ірпінь Гореничі (2009 {1}), ФК Путрівка (2011 {1}), ФК Володарка (2012 {1}), LKT Славутич (2013 {1}), Колос Ковалівка (2014, 2015 {2}), Чайка Петропавлівська-Борщагівка (2016 – 2017/18 {3}), Чайка Вишгород (2018/19 {1}), Авангард Бзів (2018/19 {1}), ФК Біла Церква (2019/20 – 2021/22 {3}), Любомир Ставище (2020/21 {1}), Нива Бузова (2021/22 {1}), Дружба Мирівка (2022/23 {1}), Штурм Іванків (2022/23, 2023/24 {2}), Сокіл Михайлівка-Рувежівка (2023/24 {1}) |
| Кіровоградська                   | Сільмаш Кіровоград (1939, 1940 {2}), Динамо Кіровоград (1946, 1947 {2}), Шахтар Олександрія (1948, 1949, 1956–1959, 1971 – 1985, 1988 – 1990 {24}), Трактор Кіровоград (1948–1952 {5}), Локомотив Знам'янка (1948, 1949, 1969, 1970, 1973, 1974, 1976, 1978 – 1983, 1985 – 1988, 1992/93 – 1998/99 {24}), Локомотив Гайворон (1949 {1}), Урожай Кіровоград (1949 {1}), Торпедо Кіровоград (1953–1957 {5}), Авангард Кіровоград (1958 {1}), Дніпро КремГЕСбуд (1959, 1964 {2}), Червона Зірка Кіровоград (1959 {1}), Спартак Кіровоград (1965, 1967, 1968, 1974 {4}), Авіатор Кіровоград (1966 {1}), Авангард Світловодськ (1971 – 1973 {3}), Радист Кіровоград (1975 – 1984, 1986 – 1988, 1990 {14}), Ятрань Кіровоград (1979, 1980 {2}), Хімік Кіровоград (1989 {1}), Поліграфтехніка/Поліграфтехніка-2/Кристал Олександрія (1991, 1992/93, 1994/95 {3}), Колос Олександрівка (1991 {1}), Краснобудівник Олександрія (1992/93 {1}), Сотел Кіровоград (1996/97 {1}), Геркулес Новоукраїнка (1998/99, 2000, 2001 {3}), Ікар Кіровоград (1998/99, 2002, 2003 {3}), Артеміда Кіровоград (2000 {1}), Механізатор Камишувате (2001 {1}), Зірка Кіровоград (2007, 2019/20 – 2023/24 {6}), Олімпік Кіровоград (2007, 2009 – 2012, 2014, 2017/18 – 2019/20 {9}), Аметист Олександрія (2008 {1}), УкрАгроКом Головківка (2010, 2011 {2}), Буревісник Петрове (2013, 2014 {2}), Інгулець/Інгулець-2/Інгулець-3 Петрове (2014, 2015, 2016, 2016/17 {4}), Агротех Тишківка (2023/24 {1}) |
| Львівська                        | Спартак Львів (1946 {1}), Динамо Львів (1947, 1949, 1953, 1956, 1998/99 {5}), Більшовик Золочів (1948, 1949 {2}), Більшовик Винники (1949 {1}), СКА/БО Львів (1950–1952, 1973 – 1976 {7}), Харчовик Винники (1951, 1952 {2}), Труд Львів (1954 {1}), Торпедо Львів (1955 {1}), Авангард Львів (1958, 1959 {2}), ЛВВПУ Львів (1964, 1965, 1969, 1971, 1972, 1977 – 1979, 1985, 1986 {10}), Хімік Новий Розділ (1966, 1977, 1978 {3}), Вимірювач Львів (1967 {1}), Авангард Борислав (1968 {1}), Сокіл Львів (1970 – 1982, 1992/93 – 1994/95 {16}), Цементник Миколаїв (1970, 1971, 1973, 1974, 1980, 1984, 1987, 1996/97 {8}), Авангард/Скала 1911 Стрий (1971 – 1973, 2022/23 {4}), Долотник Дрогобич (1972 {1}), Торпедо Дрогобич (1973 {1}), Колос Ходорів (1975 {1}), Шахтар Червоноград (1977 – 1980, 1982, 1990, 1992/93 – 1994/95 {9}), Хімік Дрогобич (1979 – 1981 {3}), Хімік Сокаль (1981 {1}), Зоря Керниця (1981 {1}), Спартак Самбір (1983, 1985, 1986, 1989 – 1991 {6}), Автомобіліст Львів (1983, 1984, 1988, 1989 {4}), Колос Заставне (1986, 1987 {2}), Зірка Львів (1987 {1}), Авангард Дрогобич (1988 {1}), Авангард Жидачів (1988, 1989 {2}), Карпати Кам'янка-Бузька (1989, 1990 {2}), Гірник Новояворівськ (1990, 1992/93 – 1994/95 {4}), Газовик Комарно (1991 {1}), Промінь Самбір (1991, 1994/95, 1996/97, 1997/98, 2011 {5}), ЛАЗ Львів (1993/94 {1}), Медик Моршин (1994/95, 1996/97 {2}), Гарай Жовква (1994/95 {1}), Явір Яворів (1995/96 {1}), Нафтовик Борислав (2000 {1}), СКА-Орбіта Львів (2001 {1}), Рава Рава-Руська (2003 {1}), Розділля Новий Розділ (2004 {1}), Сокіл Суховоля (2006 {1}), Галичина Львів (2007 {1}), Сокіл Золочів (2008 {1}), Скала Стрий (2009 {1}), Рух Винники (2013 – 2015 {3}), Опір Львів (2015 {1}), Рочин Соснівка (2016 – 2018/19 {4}), ФК Львів (2016/17 {1}), Карпати Львів (2020/21 {1}), Юність Верхня Білка (2020/21, 2021/22 {2}), Фенікс Підмонастир (2021/22, 2023/24 {2}), ФК Куликів (2022/23, 2023/24 {2}) |
| Луганська                        | Сталь/Металург Ворошиловськ (1939, 1940, 1948–1952, 1955, 1958, 1959 {10}), Зеніт Ворошиловград (1939 {1}), Дзержинець Ворошиловград (1940, 1948, 1952 {3}), Стахановець/Шахтар Кадіївка/Стаханов (1939, 1940, 1947, 1950–1956, 1975, 1977 – 1979, 1987 – 1990 {18}), Динамо Ворошиловград (1946 {1}), Хімік Рубіжне (1948, 1949, 1958, 1959, 1975, 1976, 1980 – 1982 {9}), Кадіївка (1948 {1}), Шахтар Красний Луч (1948, 1964, 1981, 1991, 1996/97 {5}), Хімік Лисичанськ/Верхній (1949 {1}), Трудові резерви Ворошиловград (1950, 1951 {2}), Авангард Луганськ/Ворошиловград (1954–1959 {6}), Шахтар Брянка (1956–1959, 1971, 1972 {6}), Хімік Сєвєродонецьк (1956–1959, 1979, 1980, 1988 – 1990 {9}), Шахтар Свердловськ (1957–1959, 1971 – 1973, 1977 – 1994/95, 2003, 2006 {26}), Шахтар Краснодон (1958, 1970, 1971, 1997/98 {4}), Шахтар Лисичанськ (1965, 1970 – 1972, 1980 {5}), Авангард Ровеньки (1966, 1967, 1980 – 1986, 1990 – 1993/94 {13}), Шахтар Кіровськ (1968, 1969 {2}), Авангард Володарськ (1971 {1}), Авангард Антрацит (1971 – 1973 {3}), Комунарець Комунарськ (1972, 1976 – 1979, 1981, 1985 – 1988 {10}), Імпульс Сєвєродонецьк (1974 {1}), Шахтар Лутугине (1987 – 1990 {4}), Сталь Алчевськ (1989, 1990 {2}), ФК Антрацит (1991, 1992/93 {2}), Металург Лутугине (1991 – 1993/94 {3}), Аякс Красний Луч (1992/93 – 1994/95 {3}), Гірник Брянка (1994/95 {1}), Шахтар Ровеньки (1995/96 {1}), Золоте-Алмаз Первомайськ (1998/99 {1}), Шахтар Луганськ (1999 – 2002 {4}), Фагот Красний Луч (2000 {1}), Екіна Алмазна (2001 {1}), Динамо Стаханов (2002 {1}), Молнія Сєвєродонецьк (2003 {1}), ФК Лисичанськ (2011 {1}), ФК Попасна (2011 {1}) |
| Миколаївська                     | Кірово (1938 {1}), Знання Херсон (1938 {1}), Вознесенськ (1938 {1}), Динамо Миколаїв (1938, 1950 {2}), Суднобудівник-2 Миколаїв (1939, 1940, 1946–1949, 1977, 1978, 1985, 1996/97 {10}), Будівельник Миколаїв (1948, 1949, 1954–1957 {6}), Машинобудівник Миколаїв (1948 {1}), Динамо Вознесенськ (1948, 1949 {2}), БО Миколаїв (1949 {1}), Червоний Прапор Миколаїв (1951, 1952 {2}), Миколаїв (1952 {1}), Водник Миколаїв (1953, 1976, 1986 – 1992/93, 2002, 2003 {11}), Авангард Миколаїв (1954–1956, 1958, 1959 {5}), Первомайськ (1958, 1959 {2}), Торпедо Миколаїв (1958, 1964 – 1966, 1974, 2008 – 2014 {12}), Авангард Вознесенськ (1959 {1}), Зеніт Миколаїв (1968 {1}), Спартак Миколаїв (1969, 1970 {2}), Комунаровець Миколаїв (1970 {1}), Хвиля Миколаїв (1971, 1973 – 1976, 1978, 1980, 1983, 1984 {9}), Спартак Первомайськ (1972, 1973 {2}), Океан Миколаїв (1974 – 1977, 1979 – 1981 {7}), Фрегат Первомайськ (1977 – 1986, 1989 – 1991 {13}), Іскра Вознесенськ (1978 {1}), Будівельник Первомайськ (1981 {1}), Зірка Миколаїв (1982, 1987ZH {2}), Первомаєць Первомайськ (1983, 1984 {2}), Іскра Первомайськ (1988 {1}), Маяк Очаків (1989, 1990 {2}), Олімпія АЕС Южноукраїнськ (1991 – 1994/95 {4}), Колос Новокрасне (1991, 1992/93 {2}), Нива Нечаяне (1991, 1993/94, 1994/95 {3}), Кооператор Новий Буг (1992/93 {1}), Меркурій Первомайськ (1993/94, 1994/95 {2}), СК Первомайськ (1995/96, 1997/98 – 1999 {4}), Суднобудівник Миколаїв (2016 {1}), Колос Степове (1999 – 2003, 2005 {6}), Енергія Миколаїв (2013 {1}), Варварівка Миколаїв (2014 {1}), ФК Врадіївка (2016, 2016/17 {2}), МФК Первомайськ (2016/17 – 2020/21 {5}), VAST Миколаїв (2021/22 {1}) |
| Одеська                          | Херсон (1936, 1937 {2}), Кірово (1936, 1937 {2}), Миколаїв (1936 {1}), з-д КінАп Одеса (1936 {1}), Вознесенськ (1937 {1}), Суднобудівник-2 Миколаїв (1937 {1}), Харчовик Одеса (1938, 1939 {2}), Динамо Одеса (1946, 1949, 1950, 1986 – 1991, 1994/95 {10}), Водник Одеса (1947, 1949 {2}), Більшовик Одеса (1948 {1}), Торпедо Одеса (1948, 1949, 1964, 1966, 1991 – 1994/95 {8}), Локомотив Котовськ (1948, 1949 {2}), Локомотив Роздільна (1949 {1}), Локомотив Одеса (1950 {1}), Колгоспник Ул'янівка (1951 {1}), Спартак Одеса (1951, 1952 {2}), Металург Одеса (1951, 1952, 1956 {3}), СКВО (СКА, ОБО, БО) Одеса (1952, 1954–1959 {7}), Шахтар Одеса (1953–1955 {3}), Авангард Одеса (1958 {1}), Червоногвардієць Одеса (1959 {1}), Водник Ізмаїл (1959 {1}), Сигнал Котовськ (1965 {1}), Повстання Татарбунари (1968, 1970 {2}), Таксомотор Одеса (1969 {1}), Портовик Іллічівськ (1971 – 1978 {8}), Гвардієць Одеса (1974 {1}), Шторм Одеса (1975 {1}), Колос Татарбунари (1977 {1}), ЗОР Одеса (1979, 1985 {2}), Судноремонтник Іллічівськ (1979 – 1982, 1984, 1987 – 1989 {8}), Суворовець Ізмаїл (1981 – 1983 {3}), Котовськ (1983 {1}), Зірка Одеса (1984 {1}), Іллічівець Іллічівськ (1985 {1}), Портовик Ізмаїл (1986 {1}), Дунаєць Ізмаїл (1989 {1}), Водник Іллічівськ (1990 {1}), Хвиля Іллічівськ (1991 {1}), Благо Благоєве (1992/93 – 1995/96 {4}), Енергія Іллічівськ (1992/93 – 1994/95 {3}), Дністровець Білгород-Дністровський (1991 – 1993/94, 2001 {4}), Бриз Ізмаїл (1992/93 – 1994/95, 2006, 2007 {5}), Бірзула Котовськ (1993/94, 1994/95 {2}), Рен Рені (1994/95 {1}), Дністер Овідіополь (1998/99 – 2001 {4}), Іван Одеса (2003 – 2007 {5}), Реал Одеса (2003, 2004 {2}), ФК Біляївка (2006 {1}), Бастіон/Бастіон-2 Іллічівськ (2007, 2008, 2009, 2013 {4}), Реал Фарма Одеса (2011 {1}), ФК СКАД Болград (2011 {1}), ФК СКА Одеса (2012 {1}), Савіньон Таїрове (2012 {1}), ФК Тарутине (2012 {1}), Балкани Зоря (2014 – 2016 {3}), Жемчужина Одеса (2015, 2016 {2}), Титан Одеса (2023/24 {1}) |
| Полтавська                       | Полтава (1936–1938 {3}), Кременчук (1936–1938 {3}), Спартак Полтава (1939, 1940, 1946, 1948, 1949 {5}), Динамо Полтава (1947 {1}), VVS Полтава (1948 {1}), Дзержинець Кременчук (1948, 1949 {2}), Локомотив Полтава (1949–1955, 1957–1959, 1981, 1982, 1993/94 {13}), Колгоспник Карлівка (1951 {1}), Ворскла/Колгоспник/Колгоспник-2 Полтава (1955, 1956, 1959, 1984 – 1986 {6}), Авангард Кременчук/Крюків (1956–1959, 1965 {5}), Вагонобудівник Кременчук (1957, 1966, 1968, 1970, 1971, 1992/93, 1993/94 {7}), Супутник Полтава (1957, 1964, 1967, 1969, 1970, 1978 – 1980 {8}), Промінь Полтава (1972 – 1977 {6}), Кремінь/Кремінь-Юніорс/Дніпро Кременчук (1976, 1986 – 1988, 1999, 2004, 2019/20 {7}), Буревісник Полтава (1977, 1978 {2}), Нафтовик Кременчук (1980 – 1982, 1989 – 1991 {6}), Кооператор Полтава (1983 {1}), Автомобіліст Полтава (1983 {1}), Нафтовик Карлівка (1984 {1}), Сула Лубни (1985, 1987 – 1993/94, 1998/99 {9}), Нафтовик Пирятин (1987 – 1990 {4}), Труд Карлівка (1989 {1}), Зоря Карлівка (1990, 1991 {2}), Гірник Комсомольськ (1991 – 1994/95 {4}), Локомотив Гребінка (1994/95, 1995/96 {2}), Кремез Кременчук (2000, 2002 {2}), ФК Миргород (2000 {1}), Нафтовик Гадяч (2002 {1}), ФК Велика Багачка (2006, 2007 {2}), Нове Життя Андріївка (2011 – 2013 {3}), Олімпія Савинці (2020/21 – 2023/24 {4}), СК Полтава (2020/21 {1}) |
| Рівенська                        | Динамо Рівне (1946, 1953, 1954 {3}), Рівне (1947 {1}), Локомотив Рівне (1948–1952, 1992/93 {6}), Більшовик Здолбунів (1949 {1}), Урожай Рівне (1955 {1}), Колгоспник Рівне (1956, 1957 {2}), Авангард Здолбунів (1958 {1}), Колгоспник Гоща (1958 {1}), Спартак Дубно (1958, 1988 {2}), Авангард Рівне (1959 {1}), Текстильник Рівне (1964 – 1966 {3}), Горинь Дубровиця (1969 {1}), Торпедо Рівне (1970 – 1976, 1978 {8}), Случ Березне (1976, 1979, 1980, 1989, 1990 {5}), Водник Рівне (1979 {1}), Будівельник Кузнецовськ (1980 – 1983 {4}), Маяк Сарни (1981, 1982, 2014, 2021/22 {4}), Горинь Рівне (1984 {1}), Ізотоп Кузнецовськ (1986 – 1989, 1993/94, 1994/95, 1996/97 {7}), Зоря Рівне (1990, 1991 {2}), Бофік Карпилівка (1990 {1}), Іква Млинів (1991, 2002, 2003 {3}), Сокіл Радивилів (1995/96, 1997/98, 2000, 2001 {4}), Хімік Рівне (1997/98 – 1999 {3}), Металіст Здолбунів (1998/99 – 2001 {4}), Локомотив Здолбунів (2002, 2003 {2}), Волинь-Цемент Здолбунів (2004 – 2008 {5}), ОДЕК Оржів (2004, 2005, 2007 – 2021/22 {18}), Торпедо Костопіль (2004 {1}), ФК Малинськ (2016 – 2019/20 {5}), Кобра Острог (2018/19 {1}) |
| Сумська                          | Цукровик Суми (1939, 1940 {2}), Динамо Суми (1946–1948 {3}), Машинобудівник Суми (1948, 1949, 1951, 1952 {4}), Локомотив Конотоп (1948, 1949 {2}), Хімік Шостка (1948, 1949, 1957, 1970, 1977 {5}), Спартак Суми (1949 {1}), Конотоп (1952 {1}), Торпедо Суми (1953–1959 {7}), Шахтар Конотоп (1958, 1959, 1965, 1969 {4}), Авангард Шостка (1958, 1959 {2}), Авангард Суми (1959 {1}), Електрон Ромни (1964, 1988 – 1991, 1995/96, 1996/97 {7}), Спартак Кролевець (1966 {1}), Харчовик Суми (1967 {1}), Сумська область (1968 {1}), Фрунзенець Суми (1971 – 1974, 1979, 1980, 1986, 1988, 1999, 2000 {10}), Свема Шостка (1974, 1975, 1978, 1994/95 {4}), Нафтовик/Нафтовик-2 Охтирка (1982 – 1985, 1992/93 – 1994/95, 2002, 2003, 2021/22 – 2023/24 {12}), Ливарник Суми (1983, 1984 {2}), Явір Краснопілля (1985 – 1987, 1989 – 1991, 2001, 2002 {8}), Автомобіліст Суми (1987, 1990 {2}), Хімік Бездрик (1988, 1989 {2}), Маяк Суми (1989 {1}), Хімік Суми (1990, 1991 {2}), Спартак Глухів (1990 {1}), Вікторія Лебедин (1991 {1}), Будівельник Суми (1991 – 1994/95 {4}), Есмань Глухів (1992/93 {1}), Слов'янець Конотоп (1992/93, 1993/94, 1996/97, 1998/99, 2006 {5}), Харчовик Попівка (1993/94, 1994/95, 1996/97 – 1998/99 {5}), Барса Суми (2013 {1}), Вікторія Миколаївка (2016/17 – 2020/21 {5}), Агробізнес Ромни (2017/18 {1}), Альянс Липова Долина (2018/19 {1}), ФК Тростянець (2019/20, 2020/21 {2}), ФК Суми (2020/21 {1}) |
| Тернопільська                    | Локомотив Тернопіль (1946–1950 {5}), Більшовик Кременець (1948 {1}), Динамо Тернопіль (1952–1957 {6}), Авангард Тернопіль (1958 {1}), Чортків (1959 {1}), Дружба Чортків (1964 {1}), Колгоспник Бережани (1965 {1}), Колос Бучач (1966 – 1973 {8}), Маяк Бережани (1969 {1}), Автомобіліст Копиченці (1974, 1985 {2}), Дністер Заліщики (1975, 1976, 1986, 1991 {4}), Буревісник Тернопіль (1975 – 1978 {4}), Комбайнобудівник Тернопіль (1976, 1977, 1981 {3}), Будівельник Монастириська (1977 {1}), Електрон Збараж (1978, 1979 {2}), Ватра Тернопіль (1978 – 1980, 1982, 1983 {5}), Нива Бережани/Підгайці (1979 – 1982 {4}), Sokil Бережани/Підгайці (1984 – 1991, 1993/94, 2001, 2002, 2004, 2005, 2007, 2008 {15}), Зоря Хоростків (1980, 1981, 1992/93 – 1997/98 {8}), Дружба Збараж (1981, 1984 {2}), Кристал Чортків (1986 – 1991, 2016/17 – 2018/19 {9}), Колос Зборів (1990, 1991 {2}), Збруч Борщів (1991 {1}), Старт Козова (1992/93 {1}), Медобори Гусятин (1992/93 {1}), Нива Теребовля (1997/98, 2016/17, 2017/18, 2019/20 – 2021/22 {6}), Сокіл Великі Гаї (1999, 2000 {2}), ФК Тернопіль (2010, 2012, 2018/19 {3}), Топільче Тернопіль (2010 {1}), Нива Тернопіль (2016, 2016/17 {2}), Агрон Великі Гаї (2018/19 – 2023/24 {6}), Подоляни Тернопіль (2023/24 {1}) |
| Вінницька                        | Кам'янець-Подільськ (1936, 1937 {2}), Вінниця (1936, 1956–1958 {4}), Могилів-Подільський (1936–1938 {3}), Спартак Вінниця (1937, 1940, 1946 {3}), Козятин (1937, 1938 {2}), Темп Вінниця (1938, 1982, 1984, 1985 {4}), Динамо Вінниця (1947–1952 {6}), БО Вінниця (1948, 1949 {2}), Локомотив Жмеринка (1949, 1958 {2}), Колгоспник Могилів-Подільський (1951 {1}), Труд Вінниця (1953, 1954 {2}), Буревісник Вінниця (1955, 1964, 1966 {3}), Авангард Могилів-Подільський (1958, 1959 {2}), Авангард Вінниця (1959, 1974 – 1977 {5}), Схід Могилів-Подільський (1965 {1}), Колос Бар (1968 {1}), Автомобіліст Хмільник (1970 {1}), Харчовик Вінниця (1971, 1973 {2}), Інтеграл Вінниця (1978 – 1981, 1983, 1988, 1991, 1992/93 {8}), Сокіл Гайсин (1981 – 1990 {10}), Колос Сербрія (1986, 1987 {2}), ОЛКАР Шаргород (1989 – 1992/93, 2007 {5}), Поділля Кирнасівка (1990, 1992/93, 1994/95 {3}), Авангард Ладижин (1991 {1}), Санта-Марія Крижопіль (1993/94 {1}), Авангард Крижопіль (1994/95 {1}), Світанок Вінниця (1995/96 {1}), Кіровець Могилів-Подільський (1998/99 – 2000 {3}), Нива Гнівань (2001 {1}), Довіра-Нива Вінниця (2003 {1}), ФК Бершадь (2004 {1}), Нива Вінниця (2006, 2016 {2}), Авангард Сутиськи (2007 {1}), Горизонт Козятин (2008, 2009 {2}), ФК Вінниця (2013 – 2016 {4}), Факел Липовець (2017/18, 2018/19, 2022/23 {3}), Світанок-Агросвіт Шляхова (2019/20 {1}) |
| Волинська                        | Динамо Луцьк (1946–1956 {11}), БО Володимир-Волинський (1948 {1}), ГБО Луцьк (1957–1959 {3}), Шахтар Нововолинськ (1957–1959, 1965, 1966, 1972, 1977, 1992/93 – 1994/95 {10}), Володимир-Волинський (1959 {1}), Локомотив Ковель (1964, 1967, 1969, 1972 {4}), Електрик Луцьк (1968 {1}), Механізатор Рожище (1970 {1}), Торпедо Луцьк (1971 {1}), Сільмаш Ковель (1973 – 1976, 1980 – 1985, 1992/93 – 1994/95 {13}), Прилад Луцьк (1978, 1979 {2}), Спецтехобл Нововолинськ (1981 {1}), Колос Ківерці (1982, 1983 {2}), Підшипник Луцьк (1986 – 1992/93, 1994/95 {8}), ЕНКО Луцьк (1995/96 {1}), Динамо Маневичі (1996/97 {1}), Волинь-2 Луцьк (1997/98 {1}), Троянда-Експрес Гірка Полонка (1998/99 {1}), Явір Цумань (1998/99, 2001 {2}), ФК Ковель (2000, 2001, 2016/17, 2019/20 {4}), ЛДПУ Луцьк (2003 {1}), БРВ-ВІК Володимир-Волинський (2008 {1}), ФК Луцьк (2016, 2016/17 {2}), Вотранс Луцьк (2019/20, 2020/21 {2}), ЛСТМ Луцьк (2019/20, 2022/23 {2}) |
| Закарпатська                     | Спартак Ужгород (1946, 1950, 1952, 1953 {4}), Більшовик Мукачево (1947, 1950 {2}), Динамо Ужгород (1948, 1949, 1976 {3}), Більшовик Солотвино (1948 {1}), Більшовик Берегово (1949 {1}), Динамо Мукачево (1949 {1}), Колгоспник Берегово (1951, 1952, 1954–1959 {8}), Іскра Мукачево (1951–1954 {4}), Буревісник Мукачево (1955, 1956 {2}), Буревісник Виноградів (1956 {1}), Авангард Ужгород (1958, 1959 {2}), Авангард Виноградів (1958, 1959 {2}), Авангард Мукачево (1958, 1959 {2}), Будівельник Хуст (1964, 1965, 1969, 1970 {4}), Меблевик Хуст (1966 {1}), Приладист Мукачево (1967, 1971, 1972, 1975 – 1977, 1988 – 1990 {9}), Кооператор Берегово (1970 – 1973 {4}), Латориця Мукачево (1971 – 1973 {3}), Шахтар Ільниця (1973 {1}), БОК Вилок (1974 {1}), Радуванка Ужгород (1976 {1}), Урожай Кольчино (1977 – 1981, 1984 {6}), Пластик Виноградів (1977 {1}), Карпати Буштино (1979 – 1981 {3}), Колос Великі Лучки (1980 {1}), Фетровик Хуст (1981, 1983, 1988 – 1991 {6}), Металіст Іршава (1982 {1}), Авангард Свалява (1984 {1}), Карпати Дубове (1984 {1}), Керамік Мукачево (1985, 1986 {2}), Керамік Виноградів (1991 {1}), Аваль Довге (1992/93, 1993/94 {2}), Ялинка Великий Бичків (1992/93 – 1994/95 {3}), Електрон Воловець (1993/94, 1994/95 {2}), Локомотив Чоп (1994/95 {1}), Карпати Рахів (1995/96 {1}), Беркут Бедевля (1996/97 {1}), Верховина Міжгір'я (1997/98 {1}), ФК Минай (2017/18 {1}), ФК Ужгород (2018/19 {1}), МФА Мукачево (2020/21 {1}), СК Вільхівці (2023/24 {1}), Марамуреш Нижня Апша (2023/24 {1}) |
| Запорізька                       | Крила Рад Запоріжжя (1939 {1}), Локомотив Запоріжжя (1939, 1940, 1947, 1948, 1950–1952 {7}), Більшовик Запоріжжя (1946 {1}), Торпедо Осипенко (1948, 1957 {2}), Сталь/Металург Запоріжжя (1948, 1950–1952 {4}), Суднобудівник Великий Токмак (1948, 1949 {2}), Машинобудівник Мелітополь (1948 {1}), Буревісник Запоріжжя (1948 {1}), Трудові резерви Мелітополь (1949 {1}), Трактор Осипенко (1949 {1}), Енергія Запоріжжя (1949 {1}), Машинобудівник Запоріжжя (1953, 1954, 1956–1959 {6}), Запоріжжя (1955 {1}), Хімік Запоріжжя (1955, 1984 {2}), Енергія Осипенко (1955, 1956 {2}), Колгоспник Мелітополь (1957 {1}), Авангард Великий Токмак (1958, 1959 {2}), Будівельник Запоріжжя (1958, 1959 {2}), Буревісник Мелітополь (1958, 1959 {2}), Авангард Бердянськ (1958, 1959 {2}), Стріла Запоріжжя (1964 – 1966, 1972, 1974, 1975 {6}), Титан Запоріжжя (1967, 1968, 1970, 1971 {4}), Метеор Запоріжжя (1969 {1}), Торпедо Мелітополь (1970, 1985 – 1991 {8}), Торпедо Бердянськ (1971, 1988, 1990 {3}), Гірник Дніпрорудне (1972, 1973 {2}), Іскра Запоріжжя (1973 {1}), Комунар Запоріжжя (1975 {1}), Азовець Бердянськ (1975, 1977, 1978 {3}), Трансформатор Запоріжжя (1976 – 1983, 1985, 1987, 1990 {9}), Енергія Бердянськ (1979, 1980, 1989, 1991 – 1993/94, 1995/96 {7}), Спартак Мелітополь (1979 {1}), Автомобіліст Запоріжжя (1980, 1981, 1983 {3}), Азовкабель Бердянськ (1981 {1}), Авангард Запоріжжя (1982 {1}), Торпедо Запоріжжя (1983, 1984 {2}), Кристал Запоріжжя (1986 {1}), Олімпієць Приморськ (1988 – 1991 {4}), Дружба Осипенко (1991 {1}), Дизеліст Токмак (1991, 1992/93 {2}), Нива-Віктор Новомиколаївка (1993/94 {1}), Зірка Запоріжжя (1994/95 {1}), Блискавка Бердянськ (1996/97 {1}), Таврія-Металург Приморськ (1996/97 {1}), Даліс Камишуваха (1997/98 {1}), ЗАлК Запоріжжя (2000 – 2003, 2005 {5}), ЗІДМУ Запоріжжя (2004, 2005 {2}), Ілліч Осипенко (2008 {1}), Таврія-Скіф Роздол (2015 – 2017/18 {4}), Металург Запоріжжя (2016 {1}), Металург Запоріжжя/Металург-2 (2017/18, 2020/21, 2021/22 {3}), Мотор Запоріжжя (2018/19 – 2022/23 {5}), ОСДЮШОР Запоріжжя (2021/22 {1}) |
| Житомирська                      | Житомир (1938, 1954, 1956 {3}), Бердичів (1938 {1}), Коростень (1938 {1}), Новоград-Волинський (1938 {1}), Схід Житомир (1939 {1}), Динамо Житомир (1940, 1946–1950, 1952, 1953, 1955 {9}), Спартак Житомир (1948, 1949, 1951 {3}), БО Житомир (1948, 1949 {2}), Машинобудівник Бердичів (1948, 1949 {2}), в/ч Бердичів (1948 {1}), Червоний Прапор Малин (1949 {1}), Червона Зірка Малин (1957 {1}), Колгоспник Житомир (1957 {1}), Шахтар Коростишів (1958, 1959 {2}), Авангард Житомир (1958 {1}), Авангард Малин (1959 {1}), Прогрес Бердичів (1964 – 1966, 1978, 1979, 1983, 1985 – 1991 {13}), Звягель-750 Новоград-Волинський (1967, 2010, 2011, 2013 {4}), Енергетик Житомир (1968 {1}), Авангард Малин (1969 {1}), Шкіряник Бердичів (1970, 1977, 1978, 1980, 1992/93 {5}), Електровимірювач Житомир (1970 – 1972, 1974 – 1976, 1979, 1981, 1982 {9}), Локомотив Коростень (1973 {1}), Торпедо Житомир (1977 {1}), Папірник Малин (1983 – 1987, 1990, 1995/96 {7}), Зірка Житомир (1986 – 1988 {3}), Зірка Чуднів (1989 {1}), Хіммаш Коростень (1989, 2006, 2010 {3}), Хімік-Крок Житомир (1990, 1991 {2}), Керамік Баранівка (1990 – 1993/94 {4}), Фортуна Андрушівка (1992/93 {1}), Полісся Коростень (1993/94 {1}), Будівельник Житомир (1996/97 {1}), Берд Бердичів (1996/97 {1}), КХП Черняхів (1997/98 – 2002 {6}), Титан Іршанськ (2001 {1}), СК Коростень (2004, 2011 {2}), Металург Малин (2006 – 2008, 2011 {4}), Полісся-2 Житомир (2008 {1}), Арсенал Житомир (2011 {1}), Легіон Житомир (2012, 2014 {2}), Мал Коростень (2015 {1}), МФК Житомир (2016, 2016/17 {2}), Звягель Новоград-Волинський (2021/22 {1}), Вівад Романів (2023/24 {1}) |